# Benzil
Benzil of 1,2-difenyl-1,2-ethaandion (C14H10O2) is een diketon, waarbij 2 benzeenringen verbonden zijn met elkaar. Het is een gele kristallijne vaste stof of poeder, dat onoplosbaar is in water. De stof wordt gebruikt bij organische synthese en als ligand in de organometaalchemie.

## Synthese
Benzil kan worden gesynthetiseerd uit benzoïne, dat op zijn beurt door middel van een benzoïnecondensatie uit benzaldehyde kan bereid worden.